# ガドブトロール
ガドブトロール（Gadobutrol、Gd-DO3A-butrol、略号：GBCA）はガドリニウムによるMRI造影剤の一つである。商品名ガドビスト。
カナダ、米国、日本で承認を取得している。

## 効能・効果
磁気共鳴コンピュータ断層撮影における脳・脊髄造影と躯幹部・四肢造影

## 警告
髄腔内に投与すると重篤な副作用を発現するおそれがある。

## 原則禁忌
下記の患者には原則として投与してはならない。
- 一般状態の極度に悪い患者
- 気管支喘息の患者
- 重篤な腎障害のある患者

## 副作用
添付文書に記載されている重大な副作用は、ショック、アナフィラキシー、痙攣発作、腎性全身性線維症（Nephrogenic Systemic Fibrosis、NSF）である。
臨床試験で認められた主な副作用は、頭痛（0.5%）、発疹（0.5%）等であった。